# Accettura
Accettura és un comune italià de 1.724 habitants de la província de Matera, a la Basilicata. La vila és coneguda per la festa del Maggio di Accettura.

## Geografia física
Es troba a 770 msnm, a la part centre occidental de la província, a la frontera amb la província de Potenza. El territori està cobert per boscos i pastures. Limita al nord amb els municipis de Calciano i Campomaggiore, a l'est amb Oliveto Lucano i San Mauro Forte, al sud amb Cirigliano i Stigliano i a l'oest amb Pietrapertosa.

## Història
Els orígens d'Accettura es remunten a l'època de la Magna Grècia, quan es deia Acceptura. A principis de l'Edat Mitjana es va construir un primer assentament en una zona anomenada Raja, probablement formada per gent de Gallipoli, Costa di Raja i un centre fortificat a la zona de Croccia-Cognato. La primera menció oficial es troba en una butlla del papa Nicolau II de 1060 enviada al bisbat de Tricarico.
Cap al 1150 es va convertir en feu del comtat de Montescaglioso. El 1272 la ciutat va ser completament destruïda per un incendi. Poc després Carles I d'Anjou va ordenar la seva reconstrucció.
Al llarg de la seva història, Accettura va ser propietat de diverses famílies: els Bazzano, els Della Marra, els Ponsiaco, els Carafa, els Colonna i els Spinelli, que en van ser propietaris fins a finals del segle xix.

## Demografia
| 1861  | 1881  | 1901  | 1921  | 1936  | 1961  | 1981  | 2001  | 1r gener 2017 | 1r gener 2018 | 1r gener 2023 |
| 4.089 | 4.695 | 4.178 | 5.921 | 4.233 | 4.290 | 2.672 | 2.436 | 1.823         | 1.807         | 1.622         |